# Hypoglykemi
Hypoglykemi, även hypoglukemi eller insulinkänning, är ett medicinskt tillstånd av låg blodsockerhalt och där cellerna inte får tillräckligt med energi. Detta ger ofta både mental och fysisk påverkan, som omtöckning och yrsel. Det kan också leda till medvetslöshet. Hypoglykemi kan vara ett livshotande tillstånd. Blodsockerfall kan förekomma vid behandlad diabetes.

## Orsaker
Hypoglykemi kan ibland drabba diabetiker om de tagit för mycket insulin, ätit för lite eller vid kroppsansträngningar. Den kan också orsakas av undernäring. Tillfällig lätt hypoglykemi är relativt vanligt hos insulinbehandlade diabetiker och kallas då ofta "insulinkänningar". Även andra mediciner än insulin kan orsaka blodsockerfall hos diabetiker. Toleransen för lågt blodsocker är dock mycket individuell.

## Symptom
Symptomen beror dels på hjärnans reaktioner på låg blodsockerhalt, dels på att kroppen frisätter katekolaminer (bland annat adrenalin). Vanliga symptom vid lätt hypoglykemi är blekhet, darrningar, frusenhet, knäsvaghet, hungerkänslor, oro, ilska och retlighet. Kraftig hypoglykemi kan medföra förvirring, kramper, omtöckning och medvetslöshet. Symptombilden och ordningen på symptomen varierar dock mellan olika individer. I ovanliga fall kan en kraftig hypoglykemi leda till bestående hjärnskador eller död.

## Behandling
Hypoglykemi hävs genom att äta eller dricka något som innehåller socker, helst druvsocker, tillföra glukos intravenöst eller genom en injektion med hormon som frisätter glukos (glukagon).

## Hypoglykemisk koma
Hypoglykemisk koma är en typ av koma, det tillstånd en person försätts i om blodsockernivån blir så låg att denne i fråga inte längre kan behålla medvetandet och till skillnad från svimning är oresponsiv för stimulering. När det uppkommer på grund av för mycket insulin, kallas tillståndet även insulinkoma. De vanligaste orsakerna till hypoglykemisk koma är långvarig svält och okontrollerad diabetes. Tillståndet är direkt livshotande och utan akut medicinsk behandling avlider patienten.
Avsiktligt framkallad insulinkoma användes förr för behandling av psykiska sjukdomar.